# Jakub Vadlejch
Jakub Vadlejch (n. 10 octombrie 1990, Praga, Cehoslovacia) este un aruncător de suliță ceh, medaliat olimpic. A participat la patru ediții ale Jocurilor Olimpice (2012, 2016, 2020, 2024) în care a câștigat o medalie de argint.

## Palmares
| An   | Competiție                                 | Locație                   | Loc | Note    |
| ---- | ------------------------------------------ | ------------------------- | --- | ------- |
| 2007 | Campionatul Mondial de Juniori (sub 18)    | Ostrava, Cehia            | 12  | 65,63 m |
| 2007 | Festivalul Olimpic al Tineretului European | Belgrad, Serbia           | 9   | 65,20 m |
| 2008 | Campionatul Mondial de Juniori             | Bydgoszcz, Polonia        | 10  | 68,79 m |
| 2009 | Campionatul European de Juniori            | Novi Sad, Serbia          | 8   | 69,63 m |
| 2010 | Campionatul European                       | Barcelona, Spania         | 16  | 76,04 m |
| 2011 | Campionatul European de Tineret            | Ostrava, Cehia            | –   | FR      |
| 2011 | Campionatul Mondial                        | Daegu, Coreea de Sud      | 16  | 80,08 m |
| 2012 | Jocurile Olimpice                          | Londra, Marea Britanie    | 25  | 77,61 m |
| 2014 | Campionatul European                       | Zürich, Elveția           | 20  | 75,14 m |
| 2015 | Campionatul Mondial                        | Beijing, China            | 20  | 78,95 m |
| 2016 | Campionatul European                       | Amsterdam, Țările de Jos  | 9   | 78,12 m |
| 2016 | Jocurile Olimpice                          | Rio de Janeiro, Brazilia  | 8   | 82,42 m |
| 2017 | Campionatul European pe Echipe             | Villeneuve d'Ascq, Franța | 1   | 87,95 m |
| 2017 | Campionatul Mondial                        | Londra, Marea Britanie    | 2   | 89,73 m |
| 2018 | Campionatul European                       | Berlin, Germania          | 8   | 80,64 m |
| 2018 | Cupa Continentală                          | Ostrava, Cehia            | 5   | 84,76 m |
| 2019 | Campionatul European pe Echipe             | Bydgoszcz, Polonia        | 2   | 79,88 m |
| 2019 | Campionatul Mondial                        | Doha, Qatar               | 5   | 82,19 m |
| 2021 | Jocurile Olimpice                          | Tokio, Japonia            | 2   | 86,67 m |
| 2022 | Campionatul Mondial                        | Eugene, Statele Unite     | 3   | 88,09 m |
| 2022 | Campionatul European                       | München, Germania         | 2   | 87,28 m |
| 2023 | Campionatul Mondial                        | Budapesta, Ungaria        | 3   | 86,67 m |
| 2024 | Campionatul European                       | Roma, Italia              | 1   | 88,65 m |
| 2024 | Jocurile Olimpice                          | Paris, Franța             | 4   | 88,50 m |